# 円形脱毛症
円形脱毛症（えんけいだつもうしょう、alopecia areata、AA）とは、頭に十円玉大の脱毛部分が出来る自己免疫病の1つである。一般的に男性型脱毛症とは原因が違うため区別される事が多い。俗に十円ハゲ（じゅうえんハゲ）、台湾ハゲ（タイワンハゲ）ともいわれる。平安時代には鬼が舐めたあとと考えられ、鬼舐頭（きしとう）といわれた。
有病率は米国で0.1-0.2%ほどで、生涯有病率は1.7%ほど、男女差はなく、どの年齢でも罹患しうる。
主な治療は、ステロイドによる対症療法である。

## 症例

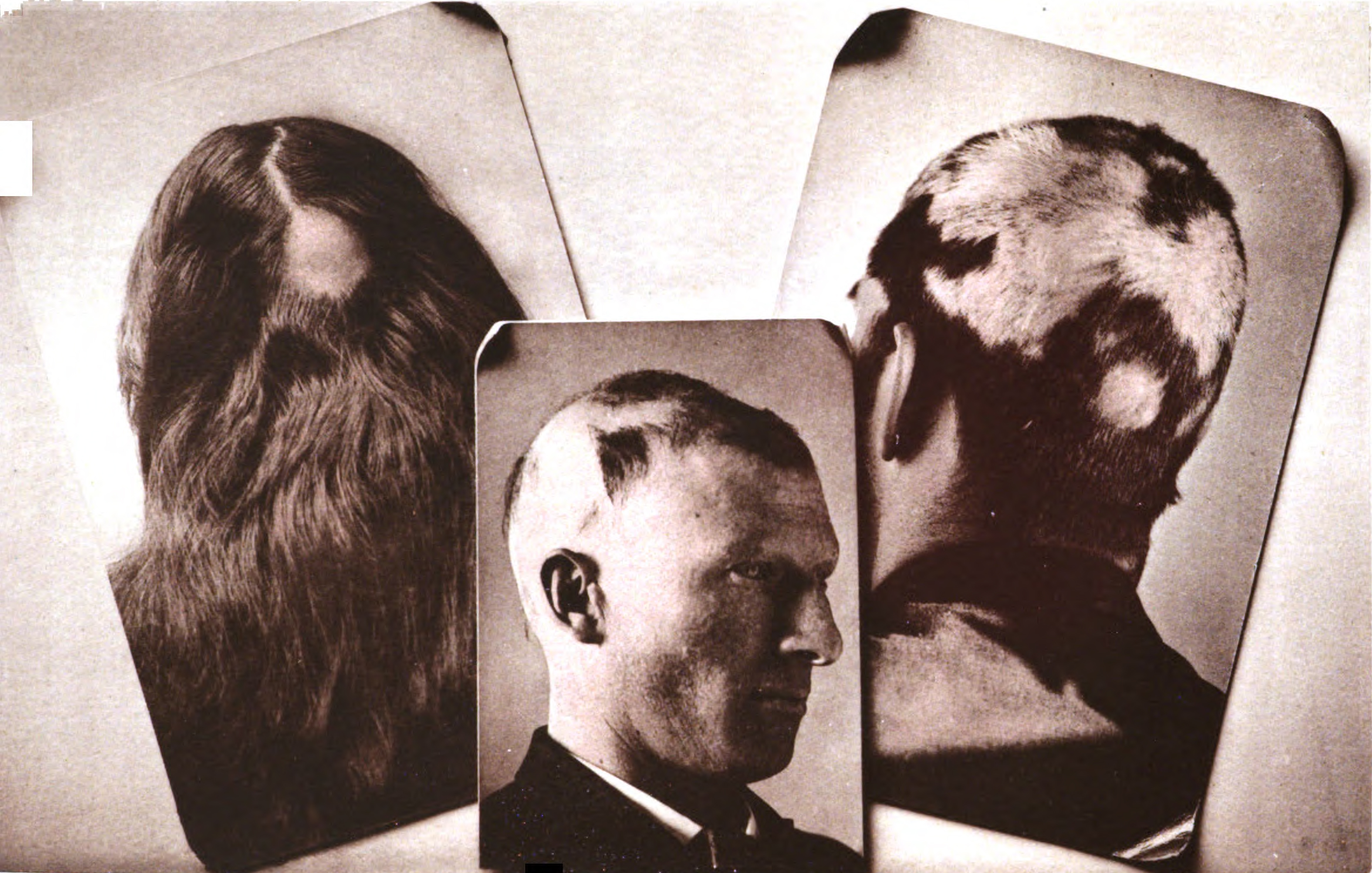

円形脱毛症にはいくつかのグループがある。脱毛が進行中の箇所の毛は簡単に抜けたり、抜けた毛の毛先が尖っていたり切れ毛になっている事が多い。また、円形脱毛症患者には頭髪や体毛だけではなく、爪に横筋や小さな凹みが無数に出来たり、爪自体が歪んだりする症例が見られることがある。これは爪と毛が構造的に非常に類似しているからである。

### 単発型
円形脱毛症としては最もポピュラーな初期症状で、何の前触れもなく頭髪に丸い脱毛部分が出来る。大きさはさまざまだが十円玉サイズで発見されることが多い。脱毛する前兆としてかゆみや大量のフケなどが生じる場合もある。60%は自然治癒するが、下記の症状に移行するケースもある。

### 多発型
円形の脱毛班が2箇所以上になる症例。単発型から症状が進んだ症例で脱毛部分同士が結合して大きな脱毛面積になる。この段階から髪の毛に限らず全身のあちこちに出来ることもある。

### 蛇行型（帯状）型
頭髪の生え際が帯状に脱毛するもの　

### 逆蛇行型
側頭部と後頭部を避け，前頭部と頭頂部に帯状に脱毛を呈し，蛇行型と逆のパターンを呈するもの

### 全頭型
多発型から症例が進んだもので、脱毛部分同士がいくつも重なり合って髪の毛のみ全て抜け落ちる。近年、女性で急激に全頭性に脱毛し、頭部にかゆみが伴い、無治療で短期間に自然治癒するAcute diffuse and total alopecia of the female scalpという特殊なタイプも報告されている。

### 汎発型
髭・脛毛・陰毛など、身体のあらゆる体毛が抜けおちる症状。単発型からみるとかけ離れた症状であるが、いくつもの脱毛部分が重なって全身に及んでいることから紛れもない円形脱毛症である。治療の予後が悪いのもこのタイプである。悪性円形脱毛症や全身脱毛症（全脱）とも呼ばれる。

### びまん型
境界明瞭な脱毛斑を呈さず頭部の全体が脱毛するもの

## 原因
本来、体の防御機能であるCD8陽性Tリンパ球が毛根部分の自己抗原（おそらくメラニン関連の蛋白）に誤って攻撃してしまういわゆる自己免疫反応によって引き起こされる自己免疫疾患である。CD4陽性T細胞はCD8陽性細胞とともに自己抗原への反応を助ける働きをしている。組織学的には毛包周囲にswarm of bees（蜂の巣）といわれるリンパ球浸潤が見られる。自己免疫反応の結果、脱毛部分の毛根組織は萎縮し障害されるが、リンパ球反応が消失すれば元通りの毛が再生される。これらの反応にはHLA-DQB1 03など遺伝的背景があるとされる。立毛筋付着部位にバルジ領域といわれる幹細胞がある。この幹細胞から毛の組織のすべてが作られる。円形脱毛症ではこの幹細胞は障害されないため永久脱毛になることはない。
なぜリンパ球が誤反応するのかは判っていないが、古くは精神的ストレスによって発症すると言われていた病気であることなどから体内でなんらかの影響を受けている可能性が高い。しかし、ストレスを感じるとは考えにくい生まれたばかりの幼児などにも発症していることから、現在では精神的ストレスは誘因の1つではあっても主原因は体内のアレルギーが合併するなどによって自己免疫異常が引き起こされているのではないかと考えられるようになってきている。また肉体的ストレス、ウイルス感染なども誘因の一つである。
また、体内に他のアレルギー症状がある場合、例えば花粉症では花粉シーズンには花粉症が酷くなる一方で円形脱毛症が治癒したりするなどアレルギー同士が相互に関与していると思わせる症例も多く見られる。

### アレルギー性
円形脱毛症全体の8割を占めるタイプで、他のアレルギー疾患 （アトピー性皮膚炎や喘息など）と円形脱毛症との合併には統計的有意差があると言われており、これらのアレルギー疾患が円形脱毛症と深く関わっていると推測されている。このタイプは発症が単発型でも次第に症例が重くなる傾向があり完治が難しいとされている。

### 非アレルギー性
アレルギーを持っていない患者の場合、ストレスなどによって自己免疫異常が一時的に発生して脱毛に至るのではないかとされている。アレルギーを持つ場合でもストレスが引き金となり発症してアレルギーによって重症化する可能性も考えられている。ストレスが原因の場合はストレスやプレッシャーがなくなれば治癒するため短期（6ヶ月程度以内）で完治することが多い。

## アトピー皮膚炎との関連性
円形脱毛症患者の40%以上がアトピー素因を持つと言われ、54%が本人もしくは親兄弟にアトピー素因が認められるなど、アトピー皮膚炎と円形脱毛症には密接な関係があるとされている。

## 診断
ガイドラインでは以下の重症度を用いている。

### 鑑別診断
- 抜毛症 : 自分で自分の毛を抜いてしまう精神疾患。小児に多い。
- ケルズス禿瘡：頭部白癬（シラクモ）の重症型で容易に毛が抜ける。
- 甲状腺機能亢進症 : 合併症として脱毛あり。
- 全身性エリテマトーデス : 合併症として脱毛あり。
- 潰瘍性大腸炎：合併症として脱毛あり。
- 梅毒：一時的に円形の脱毛斑ができ、その後消失する事もある。

## 治療
治療は通常、皮膚科で行う。一部の大学病院（順天堂大学医学部附属順天堂医院など）では脱毛専用の外来が設けられており、また何年も続く重度の汎発型の場合は1ヶ月程度の入院治療によって良好な結果が得られることが多い。日本皮膚科学会より治療ガイドラインが発表されている。ガイドラインはあくまで一定の治療の目安であって各医師がこのガイドラインにしばられるものではない。
尚、「円形脱毛症」と「治療」で検索すると様々な医療機関がヒットするが、円形脱毛症の治療そのものが対症療法であり、根本的な治療方法が確立されていない。治療方法は下記のとおりである故、噂やネット検索で名医と言われているところに、わざわざ遠方より通院する意味があまりない。波動医学や波動医療等、エビデンスが確立されていない治療院などは、羅漢者もしくはその家族で良く調べてから通院することが好ましい。
患者自身が生活パターン、体調をよく見直す事で改善される場合もあるので、親身になって治療をしてくれる通いやすいところに通院したほうが、精神的にも楽であり負担も少ない。心にゆとりを持ちストレスフリーをできるだけ心がけたい。英国ネイチャーによると「円形脱毛症に遺伝子が関連－新しい治療法に道開く可能性」とした論文（日本語訳）が掲載されている（その他を参照）。ただし、根本治療がないのは高血圧、糖尿病など内科疾患も同じであり、円形脱毛症に限ったことではない。再発のない患者は病院を再来しないため、本当に治ったのか治らないのかを証明する効果的な研究方法がなく、治らない、という断言そのもののエビデンスもない。

### ステロイド
軽度の単発型では通常は外用ステロイド剤（塗り薬）が処方される。しかし、炎症が起こっているのは皮膚内部の毛包であり、外用ステロイドの病巣レベルまでの浸透性はさして高くないため、塗り薬の効果はいまひとつの観がある。
そのため、効果のある治療法としてはステロイドの局所注射や内服ステロイド剤の投与が行われており、内服ステロイド剤は重度の汎発型であっても大幅な改善が見られる（推奨度B：S1以下に用いるべきである）
。また発症半年以内であればステロイドパルス療法などが効果を示すという学術論文があるが、限られた施設で行われるべきである。自己免疫反応を引き起こすリンパ球の産生を押さえるためにステロイド内服をするのであり、ステロイド内服を中止すると再発することが多いがこれはやむを得ぬことである。これは他の自己免疫疾患（膠原病など）と同様である。慢性化した病変部ではリンパ球浸潤が少ない症例も多く、この場合ステロイドは有効ではない。
なお、長期にわたるステロイドの内服は胃潰瘍、骨粗鬆症など全身的な副作用のリスクがあるため、定期的な検査を行い、副作用の程度を確認する必要がある。また少量に留めることが多い。

### 局所免疫療法
局所免疫療法（かぶれ療法）は、スクアレン酸ジブチルエステル（SADBE）、ジフェニルシクロプロペノン（DPCP）などを用いて人工的にかぶれさせ、毛根を攻撃するリンパ球などの免疫反応を変化させる治療法。比較的副作用が少なく小児にも適応となる治療として日本でも徐々に普及してきている（推奨度B：S2以上に用いるべきである）。ただしアトピー皮膚炎が併発している場合、悪化する可能性があるほか、ステロイド療法やPUVA療法など他の多くの治療法との併用は出来ない。

### 免疫抑制剤
免疫抑制剤には、毛根を攻撃するリンパ球を減らす効果が期待されるが、シクロスポリンの効果は有効であるとの報告と無効であるとの報告があり、効果は定まっていない。またタクロリムスの外用は無効である。よって免疫抑制剤の円形脱毛症に対する効果は確立しておらず、円形脱毛症治療ガイドラインでは推奨されていない。

### PUVA療法
PUVA療法は紫外線を使った治療方法で、病巣部分にあてる事によって過剰化したリンパ球の抑制に効果がある。入院治療ではステロイドを内服の上、オクソラレン（メトキサレン、8-MOP)を内服し2時間後に紫外線を全身に照射させる方法がメインの治療法としてよく使われており、外来では難しい全身治療で効果を発揮する。現在、浜松医科大学、順天堂大学を中心に行われている。効果の機序は、治療後に末梢血と組織に調節性T細胞が増加するとの学術論文がある。平成22年現在、オクソラレン錠（大正製薬）の市場への販売が停止しており、内服PUVA療法が施行できない状況となっている。その原因として溶解性が一定でないことによるとのことである。

### セファランチン
セファランチンが健保適用であり、内服ないし静注が行われる。効果の機序は各種報告されているが、はっきりしていないことも多い。日本独自の治療法であり（推奨度C1:治療に併用してもいい）、海外ではほとんど採用されていない。

### JAK阻害薬【オルミエント】
オルミエント錠（一般名バリシチニブ）4mg・2mgによる治療が2022年6月20日より円形脱毛症の適応となる。ヤヌスキナーゼ（JAK）という酵素を阻害することで、関節リウマチ、アトピー性皮膚炎や円形脱毛症の病態形成にかかわる、さまざまなサイトカインの働きを抑えることにより、炎症やその症状（関節の痛み、皮膚の湿疹やかゆみ、脱毛など）を改善する。
通常、既存治療で効果不十分な関節リウマチ（関節の構造的損傷の防止を含む）やアトピー性皮膚炎、円形脱毛症（ただし、脱毛部位が広範囲に及ぶ難治の場合に限る）の治療に用いられる。
主な副作用として、上気道感染、帯状疱疹、単純ヘルペス、吐き気、頭痛などが報告されている。異常が認められたら中止する副作用として、感染症、消化管穿孔、間質性肺炎、静脈血栓塞栓症などが報告されています。このような症状に気づいたら、担当の医師または薬剤師に相談してください。
まれに下記のような症状があらわれる場合がある。
[ ]内に示した副作用の初期症状である可能性があるため、下記の様な場合には、使用をやめてすぐに医師の診療を受ける事。
- かぜのような症状、体がだるい、発熱、小水疱が帯状に生じる発疹　[感染症]
- 吐き気、嘔吐、激しい腹痛　[消化管穿孔]
- 発熱、のどの痛み、貧血　[好中球減少、リンパ球減少、ヘモグロビン減少]
- 体がだるい、食欲が低下する、白目や皮膚が黄色くなる　[肝機能障害、黄疸]
- 発熱、から咳、呼吸困難　[間質性肺炎]
- 片方のふくらはぎが赤く腫れたり、ふくらはぎを押すと痛む、急に息苦しく感じたり、胸苦しさを感じる　[静脈血栓塞栓症]

### その他の治療法
液体窒素療法、ドライアイス療法、塩化カルプロニウム外用などがある。これらは欧米ではほとんど行われておらず、またエビデンスレベルも低いため、ガイドラインでの推奨度は高くない。
精神安定剤、漢方薬療法などは用いないほうがいい（推奨度C2）。さらに「波動療法」と言われるオカルト的治療法も存在するが、治験、医学的なエビデンスは全くない。
波動という概念を元にしたホメオパシーも、統計によってプラセボと同等であったため、効果がないと報告されている。

## その他
円形脱毛症は、痒みや痛みなど日常生活に障害を及ぼすような影響がないため軽視されがちだが、頭髪や体毛を全て失うというのは本人にとってショックが大きく、引きこもりになったり、他人の視線に恐怖を覚える視線恐怖症や対人恐怖症になるケースも多く、それがまたストレスとなり治療の妨げになってしまう事もあり、治療には周囲も気遣う必要がある。
英科学雑誌ネイチャー2010年7月号によると、「円形脱毛症（alopecia areata）の発症に8つの遺伝子が関与していることが明らかにされた。」とある。

## 疫学
円形脱毛症の年齢分布は、30歳以下で発症する割合が81.8%、特に15歳以下の発症が全体の4分の1を占めているなど若い世代に多いのが特徴。また成長期だけではなく生まれたばかりの幼児でも発症が見られる。
男女比では、やや女性が多い傾向にあり、生理や出産などにより悪化または治癒する事がある。